# Васильєв Володимир Миколайович (актор)
Володимир Миколайович Васи́льєв (нар. 26 травня 1951, Міас) — український театральний актор, режисер і педагог. Заслужений артист України з 1994 року.

## Біографія
Народився 26 травня 1951 року в місті Міасі Челябінської області (нині Росія). 1974 року закінчив Горьківське театральне училище; у 1992 році — Київський інститут театрального мистецтва, де навчався на курсі Валентини Заболотної.
Упродовж 1972—1997 років працював у лялькових театрах Волгограда, Львова, Одеси, Херсона, Чернігова, Дніпропетровська; у 1997—2001 роках — у Дніпропетровському українському молодіжному театрі. Одночасно протягом 1989—2000 років викладав у Дніпропетровському театральному училищі/Дніпропетровському театрально-художньому коледжі.

## Творчість
Зіграв ролі
- Бургомістр — «Дракон» Євгена Шварца;
- Білл — «Викрадення Джонні Дорсета» Зіновія Сагалова;
- Герцог Веронський — «Чума обом родинам вашим» Григорія Горіна;
- Просперо — «Три товстуни» Юрія Олеші;
- Льотчик — «Маленький принц» Антуана де Сент-Екзюпері;
- Капітан Крюк — «Пітер Пен» Джеймса Баррі;
- Махно — «Червоні дияволята» Павла Бляхіна.

У 1999 році здійснив постановку вистави «Кіт у чоботях» Софії Прокоф'євої, Генріха Сапгіра.